# Wahl zur Nordirland-Versammlung 2011
- SF: 29
- SDLP: 14
- GPNI: 1
- Alliance: 8
- Unabh.: 1
- UUP: 16
- DUP: 38
- TUV: 1

- SF: 4
- SDLP: 1
- Alliance: 2
- UUP: 1
- DUP: 5

- Nationalisten: 43
- Andere: 9
- Unionisten: 56

Bei der Wahl zur Nordirland-Versammlung 2011 am 5. Mai 2011 wurde die Northern Ireland Assembly, das nordirische Abgeordnetenhaus neu gewählt. Am selben Tag wurden in Nordirland Kommunalwahlen und im gesamten Vereinigten Königreich ein Referendum über eine Wahlrechtsänderung abgehalten. Im übrigen Vereinigten Königreich fanden die Parlamentswahl in Schottland und die Wahl zur Nationalversammlung für Wales 2011 statt. Die Wahl in Nordirland endete mit leichten Zugewinnen an Sitzen der Democratic Unionist Party (DUP) und von Sinn Féin, während die gemäßigteren Ulster Unionist Party (UUP) und SDLP Sitze verloren. Die überkonfessionelle Alliance Party of Northern Ireland gewann ebenso wie der Traditional Unionist Voice einen Sitz hinzu. Letztere war damit als neue unionistische Partei erstmals im nordirischen Parlament vertreten.

## Vorgeschichte
Nach der letzten Wahl 2007 war die Nordirland-Versammlung erstmals über die gesamte Legislaturperiode funktionsfähig geblieben. In den vorangegangenen Legislaturperioden nach 1998 und 2003 war sie jeweils vorzeitig aufgrund von Arbeitsunfähigkeit wegen unlösbarer Streitigkeiten suspendiert worden. Der Wahlkampf vor der anstehenden Wahl 2011 gestaltete sich relativ unspektakulär. Die Positionen der wichtigsten Parteien sind im Folgenden in Schlagworten zusammengefasst:
- Democratic Unionist Party (DUP): Stärkung des unionistischen Gedankens, Stärkung der Wirtschaft, Verbesserungen im Gesundheitssystem und in der Bildung, Verschärfung des Strafmaßes für Kriminelle
- Sinn Féin: Arbeit für ein vereinigtes Irland, Implementierung eines gesamtirischen Wirtschaftsplans, weitere Dezentralisierung (devolution) mit Übertragung von Rechten von Westminster nach Nordirland, Angleichung an die Republik Irland
- Ulster Unionist Party (UUP): ausreichende Finanzierung des Sozialsystems, Anstrengungen um Nordirland in eine attraktive Wirtschaftszone umzuwandeln, Verschlankung der Regierung und Verwaltung
- Social Democratic and Labour Party (SDLP): Schaffung von neuen Arbeitsplätzen, mehr Investitionen in Gesundheit, Ausbildung und Umwelt
- Alliance Party of Northern Ireland: Beendigung der konfessionellen Segregation um eine gemeinsame Zukunft zu erbauen, unternehmensfreundliche, nachhaltige Politik, Modernisierung der Verwaltung, Reduzierung von Bürokratie und Abfall, Förderung erneuerbarer Energien, Werbung um Investoren mit kulturellen und Natur-Ressourcen
- Green Party in Northern Ireland (GPNI): Wärmedämmung von 500.000 Wohnungen in Nordirland, um damit Arbeitsplätze zu schaffen, die Energiekosten zu senken und die CO2-Ausstoß zu verringern, Förderung der Einspeisung von regenerativ erzeugter Energie, Förderung öffentlicher Verkehrsmittel
- Traditional Unionist Voice (TUV): Beendigung der „Zwangskoalition“ verschiedener politischer Richtungen in der nordirischen Regionalregierung, sodass der Regierung wieder eine Opposition gegenübersteht, Blockierung von Sinn Féin auf jeder Ebene der Regierungsarbeit, Schaffung von Arbeitsplätzen, Verbesserung der Gesundheitsversorgung

Parteiführer in der Nordirland-Versammlung
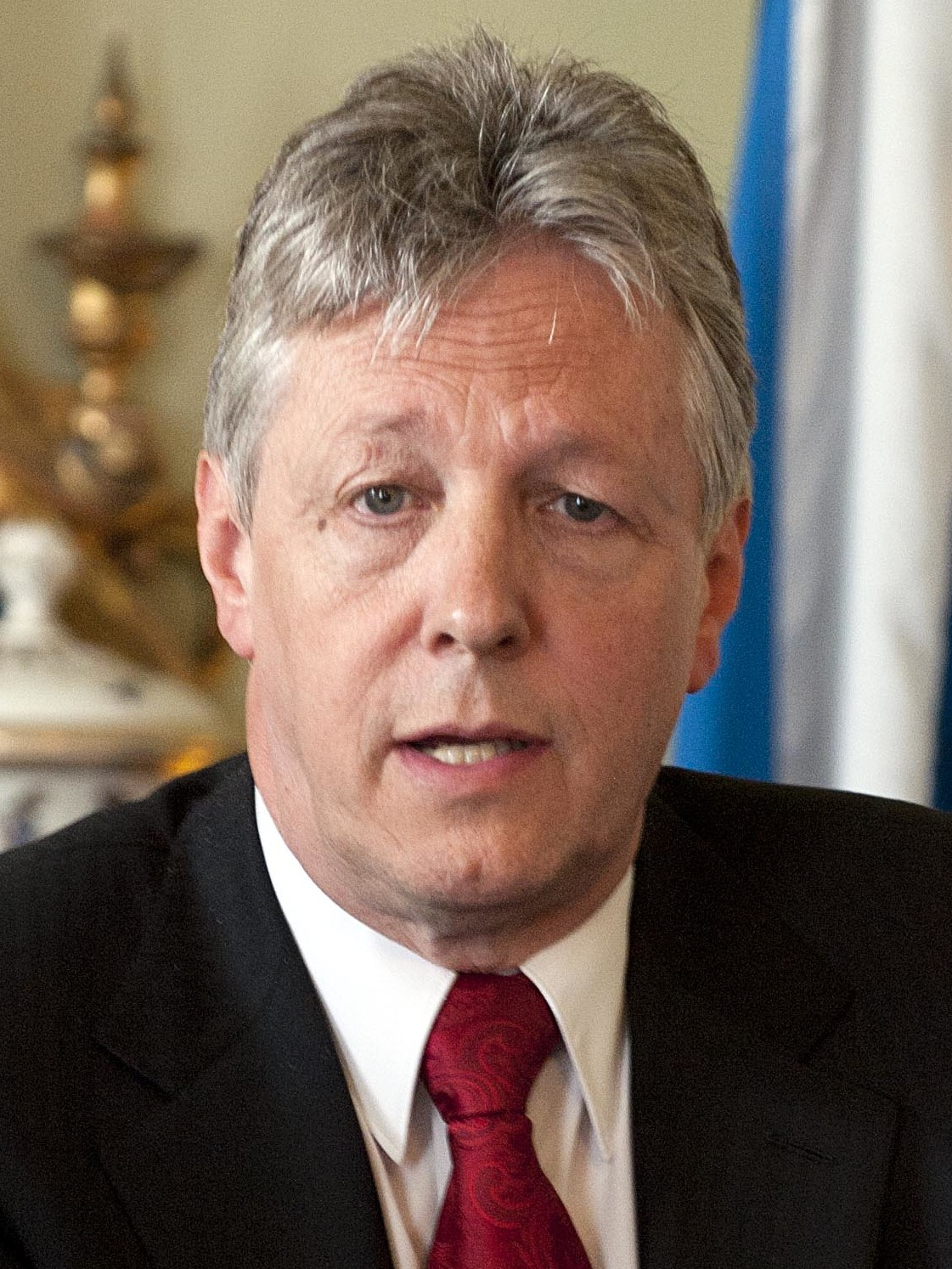
Peter Robinson (DUP)
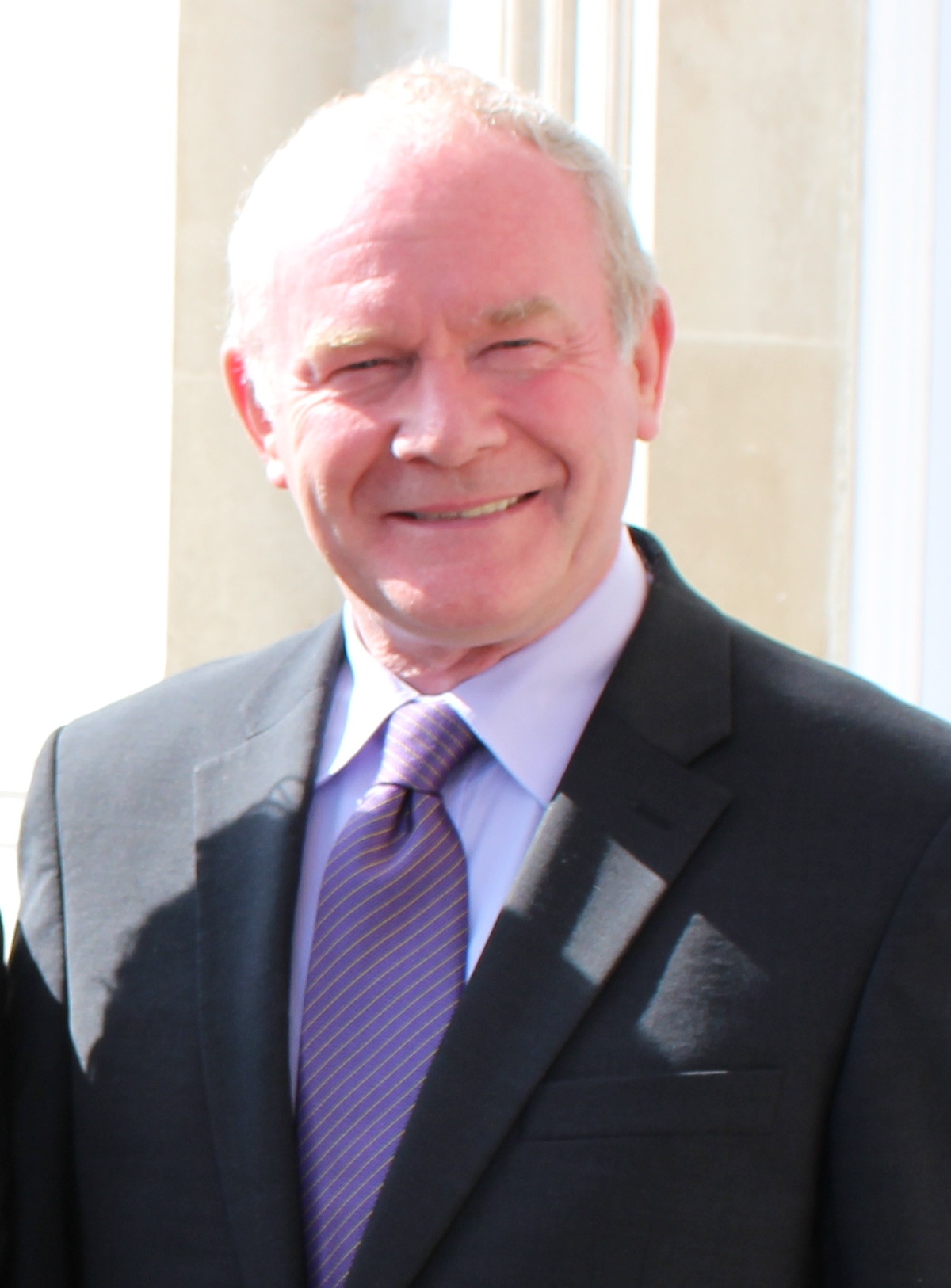
Martin McGuinness (Sinn Féin)
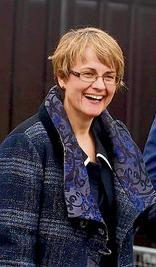
Margaret Ritchie (SDLP)

## Wahlrecht
Die Wahl erfolgte nach einem Präferenzwahlsystem (single transferable vote). In den 18 nordirischen Wahlkreisen für das Parlament in Westminster wurden jeweils 6 Abgeordnete gewählt. Das gesamte Parlament umfasste somit 108 Abgeordnete.

### Gesamtergebnis

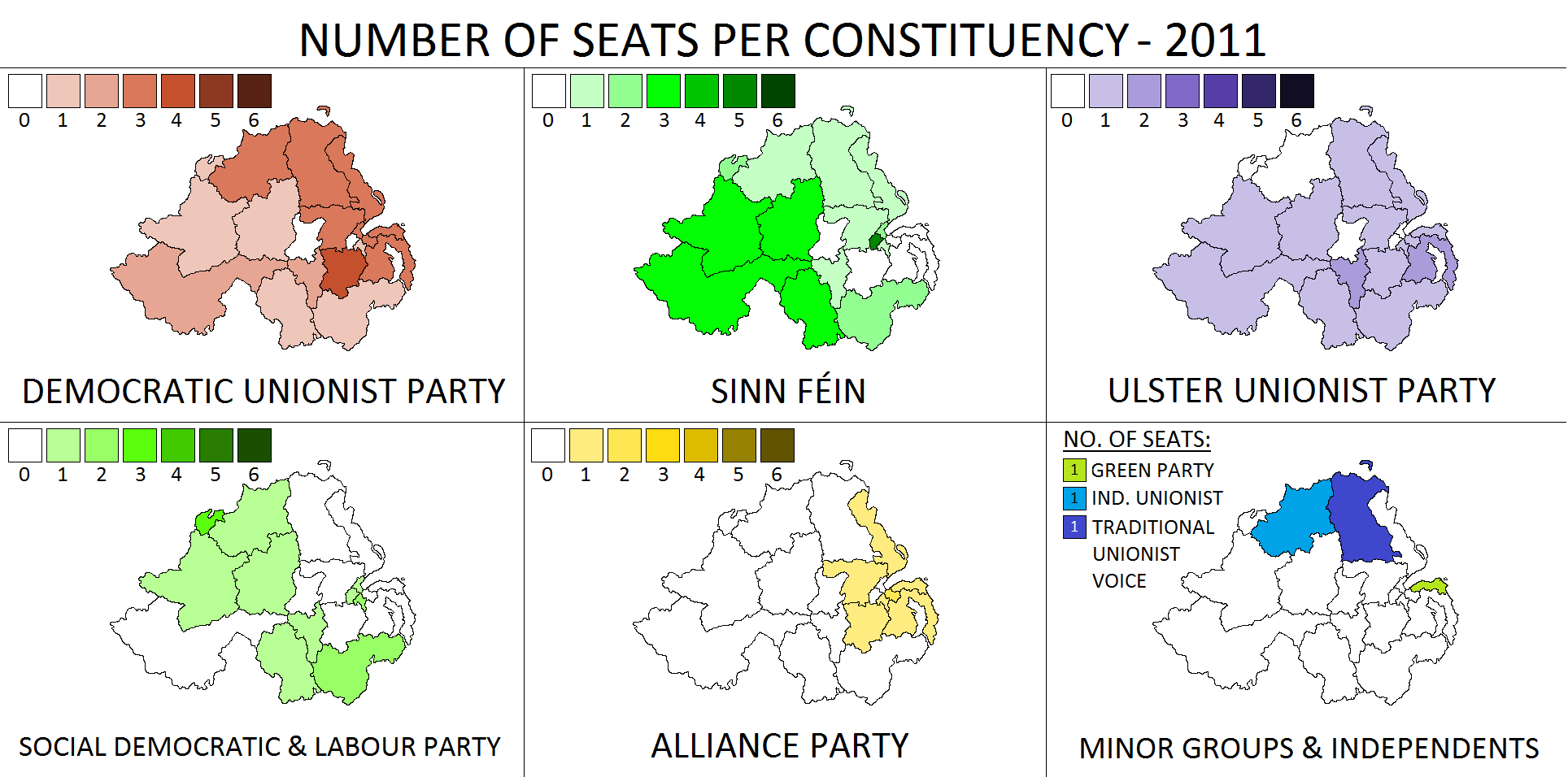
Zahl der in den 18 Wahlkreisen errungenen Parlamentssitze nach Parteien

In jedem der 18 Wahlkreise wurden 6 Abgeordnete gewählt. Die Farben der Kästchen repräsentieren die Parteizugehörigkeit.

Insgesamt wurden 661.753 gültige Stimmen abgegeben und die Wahlbeteiligung betrug 54,5 %.
| Partei | Partei                             | Sitze | Sitze +/− | Stimmen | %    | +/− % |
| ------ | ---------------------------------- | ----- | --------- | ------- | ---- | ----- |
|        | Democratic Unionist Party          | 38    | ▲2        | 198.436 | 30,0 | −0,1  |
|        | Sinn Féin                          | 29    | ▲1        | 178.224 | 26,9 | +0,8  |
|        | Ulster Unionist Party              | 16    | ▼2        | 87.531  | 13,2 | −1,7  |
|        | Social Democratic and Labour Party | 14    | ▼2        | 94.286  | 14,2 | −1,0  |
|        | Alliance Party                     | 8     | ▲1        | 50.875  | 7,7  | +2,5  |
|        | Traditional Unionist Voice         | 1     | 0         | 16.480  | 2,5  | 0     |
|        | Green Party in Northern Ireland    | 1     | 0         | 6.031   | 0,9  | −0,8  |
|        | People Before Profit Alliance      | 0     | 0         | 5.438   | 0,8  | +0,7  |
|        | UK Independence Party              | 0     | 0         | 4.152   | 0,6  | +0,4  |
|        | Progressive Unionist Party         | 0     | ▼1        | 1.493   | 0,2  | −0,3  |
|        | British National Party             | 0     | 0         | 1.252   | 0,2  | 0     |
|        | Workers Party                      | 0     | 0         | 1.155   | 0,2  | 0     |
|        | Socialist Party                    | 0     | 0         | 819     | 0,1  | 0     |
|        | Procapitalism                      | 0     | 0         | 29      | 0,0  | 0     |
|        | Unabhängige                        | 1     | 0         | 3.003   | n/a  | n/a   |

### Stimmen erster Präferenz nach Wahlkreisen
Die folgende Tabelle zeigt die Ergebnisse in den 18 Wahlkreisen. In jedem Wahlkreis wurden mehrere Abgeordnete gewählt. Die jeweilig stärkste Partei ist farbig gekennzeichnet.
| Wahlkreis                  | DUP     | DUP  | Sinn Féin | Sinn Féin | UUP    | UUP  | SDLP   | SDLP | Alliance | Alliance | Andere | Andere | Gesamt  | Gesamt |
| Wahlkreis                  | Zahl    | %    | Zahl      | %         | Zahl   | %    | Zahl   | %    | Zahl     | %        | Zahl   | %      | Zahl    |        |
| -------------------------- | ------- | ---- | --------- | --------- | ------ | ---- | ------ | ---- | -------- | -------- | ------ | ------ | ------- | ------ |
| Belfast East               | 14.253  | 44,1 | 1.030     | 3,2       | 3.137  | 9,7  | 250    | 0,8  | 8.512    | 26,3     | 5.165  | 16,0   | 32.347  |        |
| Belfast North              | 12.412  | 37,1 | 10.671    | 31,9      | 2.758  | 8,2  | 4.025  | 12,0 | 2.096    | 6,3      | 1.508  | 4,5    | 33.470  |        |
| Belfast South              | 7.845   | 24,3 | 4.038     | 12,5      | 4.382  | 13,6 | 7.718  | 23,9 | 6.390    | 19,8     | 1.935  | 6,0    | 32.308  |        |
| Belfast West               | 2.587   | 7,5  | 22.902    | 66,1      | 1.471  | 4,2  | 4.567  | 13,2 | 365      | 1,1      | 2.753  | 7,9    | 34.645  |        |
| East Antrim                | 13.398  | 46,2 | 2.369     | 8,2       | 4.893  | 16,9 | 1.333  | 4,6  | 4.509    | 15,5     | 2.521  | 8,7    | 29.023  |        |
| East Londonderry           | 12.807  | 36,9 | 7.320     | 21,1      | 2.930  | 8,4  | 5.189  | 14,9 | 1.905    | 5,5      | 4.571  | 13,2   | 34.722  |        |
| Fermanagh and South Tyrone | 11.720  | 24,4 | 19.338    | 40,3      | 9.262  | 19,3 | 4.606  | 9,6  | 845      | 1,8      | 2.228  | 4,6    | 47.999  |        |
| Foyle                      | 7.154   | 18,4 | 13.200    | 34,0      | 0      | 0,0  | 13.699 | 35,3 | 334      | 0,9      | 4.460  | 11,5   | 38.847  |        |
| Lagan Valley               | 18.854  | 53,1 | 1.203     | 3,4       | 7.253  | 20,4 | 2.165  | 6,1  | 4.389    | 12,4     | 1.623  | 4,6    | 35.487  |        |
| Mid Ulster                 | 7.127   | 16,7 | 21.033    | 49,2      | 4.409  | 10,3 | 6.279  | 14,7 | 398      | 0,9      | 3.492  | 8,2    | 42.738  |        |
| Newry and Armagh           | 6.101   | 13,1 | 18.995    | 40,8      | 8.718  | 18,7 | 10.948 | 23,5 | 734      | 1,6      | 1.018  | 2,2    | 46.514  |        |
| North Antrim               | 19.195  | 47,6 | 6.152     | 15,3      | 4.707  | 11,7 | 3.682  | 9,1  | 1.848    | 4,6      | 4.729  | 11,7   | 40.313  |        |
| North Down                 | 12.412  | 44,2 | 293       | 1,0       | 2.928  | 10,4 | 768    | 2,7  | 5.231    | 18,6     | 6.466  | 23,0   | 28.098  |        |
| South Antrim               | 12.317  | 38,3 | 4.662     | 14,5      | 5.730  | 17,8 | 3.406  | 10,6 | 4.554    | 14,2     | 1.495  | 4,6    | 32.164  |        |
| South Down                 | 5.200   | 12,5 | 12.887    | 30,9      | 4.409  | 10,6 | 14.927 | 35,8 | 864      | 2,1      | 3.439  | 8,2    | 41.726  |        |
| Strangford                 | 14.469  | 48,8 | 902       | 3,0       | 6.046  | 20,4 | 2.525  | 8,5  | 4.284    | 14,4     | 1.442  | 4,9    | 29.668  |        |
| Upper Bann                 | 11.499  | 27,1 | 11.528    | 27,2      | 10.426 | 24,6 | 4.846  | 11,4 | 2.765    | 6,5      | 1.298  | 3,1    | 42.362  |        |
| West Tyrone                | 9.086   | 23,1 | 19.699    | 50,1      | 4.072  | 10,4 | 3.353  | 8,5  | 852      | 2,2      | 2.241  | 5,7    | 39.303  |        |
| Gesamt                     | 198.436 | 30,0 | 178.222   | 26,9      | 87.531 | 13,2 | 94.286 | 14,2 | 50.875   | 7,7      | 52.384 | 7,9    | 661.734 |        |

## Regierung
Die anschließend gebildete nordirische Regierung wurde entsprechend der proportionalen Sitzanteile der Parteien personell zusammengesetzt.
| Office                                              | Name              | Partei | Partei    |
| --------------------------------------------------- | ----------------- | ------ | --------- |
| First Minister                                      | Peter Robinson    |        | DUP       |
| Deputy First Minister                               | Martin McGuinness |        | Sinn Féin |
| Landwirtschaft und ländliche Entwicklung            | Michelle O’Neill  |        | Sinn Féin |
| Kultur, Kunst und Freizeit                          | Carál Ní Chuilín  |        | Sinn Féin |
| Erziehung, Ausbildung                               | John O’Dowd       |        | Sinn Féin |
| Arbeit und Weiterbildung                            | Stephen Farry     |        | Alliance  |
| Unternehmen, Handel und Investitionen               | Arlene Foster     |        | DUP       |
| Umwelt                                              | Alex Attwood      |        | SDLP      |
| Finanzen und Personalangelegenheiten                | Sammy Wilson      |        | DUP       |
| Gesundheit, soziale Dienste, öffentliche Sicherheit | Edwin Poots       |        | DUP       |
| Justiz                                              | David Ford        |        | Alliance  |
| Regionale Entwicklung                               | Danny Kennedy     |        | UUP       |
| Soziale Entwicklung                                 | Nelson McCausland |        | DUP       |